# 颈斑蛇鳗
颈斑蛇鳗（学名：Ophichthus cephalozona），又名短吻蛇鰻，為輻鰭魚綱鰻鱺目糯鰻亞目蛇鰻科的其中一種，分布於太平洋區，從印尼至社會群島，北從馬里亞納群島，南至澳洲昆士蘭海域，體長可達100公分，棲息在沙泥底質海域，為底棲性魚類，屬肉食性，生活習性不明。

## 擴展閱讀
維基物種上的相關：短吻蛇鰻